# Sisa (droga)
Sisas (en griego: ΣΙΣΑ) es un tipo de droga derivado de la metanfetamina. Es originario de Atenas, Grecia. Se trata de metanfetamina cristalizada cortada con ácido de pila y cuesta entre tres y cinco euros por gramo, es conocida como "mata pobres" o "la cocaína de los pobres" su nombre responde a su popularidad en los barrios marginales de la capital griega.

## Efectos secundarios
El uso de sisa puede producir insomnio, alucinaciones, anorexia, palpitaciones y ansiedad, y el aumento de la agresividad. Otros efectos incluyen el desarrollo de úlceras orales, nasales e intestinales.